# Pierre Foglia
Pour les articles homonymes, voir Foglia.
Pierre Foglia, né le 30 novembre 1940 à Romilly-sur-Seine (France) et mort le 29 juillet 2025 à Cowansville (Québec), est un journaliste d'opinion québécois. Considéré comme le chroniqueur le plus connu des quotidiens du Québec, ses chroniques sont publiées de 1972 à 2015 dans le quotidien La Presse.

## Biographie
Le 30 novembre 1940, naît Pierre Foglia de parents italiens — Carlo (1896-1993) et Ambrosina Lenzi (1902-1982) — qui déménagèrent à Romilly-sur-Seine, en France dans la région de Champagne avant sa naissance. Il obtient un certificat d'études primaires à l'âge de 12 ans et passe plusieurs années à se chercher avant d'obtenir son diplôme de typographe à Troyes, en 1956. Il effectue son service militaire à Alger, dans une Algérie encore française. Il se rend en Californie à l'âge de 18 ans, où il fait la connaissance d'une jeune fille (Claire Lord) originaire de Saint-Jean-sur-Richelieu au Québec. Le couple s'installe par la suite au Québec où ils ont deux enfants, Aube et Manuel.

### Début de carrière
Fraîchement libéré de son service militaire à Alger, Pierre Foglia travaille comme typographe dans plusieurs villes de France et de Suisse. En 1963, il prend l'avion pour Montréal avec l'intention de gagner assez d'argent afin de se rendre ensuite à San Francisco, chez une de ses sœurs, puis d'aller s'installer à Perth en Australie. À Montréal, il trouve rapidement un emploi de typographe et de correcteur dans une imprimerie avant de partir pour Chicoutimi, maintenant Saguenay. Il sauve deux hebdomadaires locaux, le Phare de Chicoutimi-Nord et La Vigie de Bagotville, grâce aux annonces publicitaires qu'il insère, et aux journaux qu'il monte et met en page. À cette époque, Pierre Foglia n'écrit encore qu'en dilettante, reprenant le ton pamphlétaire des journalistes du Canard enchaîné.
Il commence sa carrière journalistique au Journal de Sherbrooke en 1963, où il signe ses articles de son vrai nom plutôt que du pseudonyme Pierre Fortin. Un citoyen ayant lu par hasard les écrits scandaleux et anticléricaux de Foglia, il s'ensuit une série de lettres ouvertes dans les autres journaux et des protestations auprès du propriétaire du journal. 
En 1969, Foglia travaille à La Patrie, où il s'occupe surtout de la chronique sportive. Puis il passe au Montréal-Matin, un des quotidiens montréalais importants de l'époque, où il se fait remarquer par une longue entrevue de Fanfreluche, un cheval de course.

### ÀLa Presse
En 1972, Pierre Foglia rejoint la rédaction du journal La Presse, à Montréal. À cette époque, il couvrait principalement les évènements sportifs.
Il quitte cette section, à laquelle il était affecté depuis cinq ans, en 1977, pour devenir chef de division de la section « Vivre aujourd'hui ». Sa chronique devient alors plus généraliste . Le samedi 29 mars 1980, on profite du changement de format de La Presse pour lui confier la fameuse page 5 du premier cahier. Depuis lors, il est l'un des chroniqueurs les plus connus et les plus respectés au Canada. Il a écrit plus de 4 500 chroniques en quelque 35 ans jusqu’à sa retraite. Son style est unique et son influence, importante. Les chiffres de vente de La Presse sont habituellement plus élevés les journées de la semaine où ses chroniques sont publiées.
Il est surtout reconnu pour ses commentaires sur les travers de la société québécoise. Bien qu'il ne soit plus depuis longtemps affecté aux sports à La Presse, il aborde fréquemment le sujet du cyclisme, a déjà agi comme correspondant au Tour de France et est affecté à la couverture des Jeux olympiques.
Après plus de 40 ans comme chroniqueur à La Presse, Pierre Foglia prend sa retraite et l’annonce dans sa chronique du samedi 28 février 2015, ajoutant qu'il continuerait de participer sporadiquement à des articles littéraires dans ce journal.

### Cyclisme
Grand amateur de vélo, pratiquant le cyclisme comme loisir, Pierre Foglia tient un journal de bord sur le Tour de France cycliste au profit des lecteurs du même journal. Un recueil de ses chroniques cyclistes, Le Tour de Foglia a été publié en 2004. Exception faite de ce livre, il a toujours refusé que ses textes soient rassemblés et publiés en librairie.
Il a consacré plusieurs chroniques à la cycliste québécoise Geneviève Jeanson, qu'il croyait « propre », jusqu'à ce qu’elle avoue au journaliste Alain Gravel de l'émission Enquête, à la télévision de Radio-Canada, qu'elle se dopait à l'érythropoïétine (EPO) depuis plusieurs années.

### Mort
Pierre Foglia meurt le 29 juillet 2025 à l'hôpital Brome-Missisquoi-Perkins de Cowansville, à l’âge de 84 ans, des suites de la maladie de Parkinson, après avoir demandé l'aide médicale à mourir,.

## Publication
- Le Tour de Foglia et chroniques françaises, un recueil de chroniques sur le Tour de France, Pierre Foglia, Les Éditions La Presse et Vélo Mag, 2004, 261 p.